# Henry Stephen Fox
Pour les articles homonymes, voir Henry Fox et Fox.
Henry Stephen Fox (22 septembre 1791, Chatham – 13 octobre 1846, Washington DC) est un diplomate britannique.

## Biographie
Il est le fils unique du général Henry Edward Fox (1755-1811), et fait ses études au Collège d'Eton puis à Christ Church, à Oxford en 1809. Son sens de l'humour, du charme, l'amour du jeu (partagé par son oncle Charles James Fox) et ses manières le rendent populaire dans les cercles à la mode. Il partage également avec son oncle des positions Whig et sert comme attaché à la mission à la cour sicilienne (1814-1818) et puis avec la mission française (1818-24). Dans ce dernier domaine, il est arrêté pour dettes et l'intervention du gouvernement français permet sa libération. Ensuite, il sert comme secrétaire de légation à Turin (1824), chargé d'affaires à Turin (1824-25), secrétaire de légation à Naples (1826-27) et chargé d'affaires à Naples (1827-28).
Il est désigné comme secrétaire de légation à Vienne en 1828, mais il refuse cette nomination pour devenir premier ministre plénipotentiaire et envoyé extraordinaire à Buenos Aires puis à Rio de Janeiro (la guerre civile retarde son départ jusqu'en 1831). Il est en poste de 1831 à 1836, quand il devient ambassadeur britannique aux États-Unis, avec des différends à propos de l'esclavage et du Canada, qui semblent susceptibles de conduire à la guerre. Fox ne profite pas de son séjour américain et devient de plus en plus reclus, mais il s'est toujours opposé à l'envoi de Lord Ashburton pour négocier le Traité Webster-Ashburton. Il quitte son poste en 1843, pour permettre la conclusion du Traité de l'Oregon. Il reste dans l'état de Washington, où il meurt d'une surdose de drogue en 1846, et est enterré dans le Cimetière du Congrès, en passant sa collection botanique à son neveu Charles James Fox Bunbury.